# Хуан Игнасио Чела
Хуан Игнасио Чела (шп. Juan Ignacio Chela, Буенос Ајрес, Аргентина, 30. август 1979) је бивши аргентински тенисер, који је професионалну каријеру започео 1998. године. Након четвртфинала Ролан Гароса које је играо 2004. године, поново се нашао у осам најбољих тенисера на истом турниру 2011.